# Forte di Cima Ora

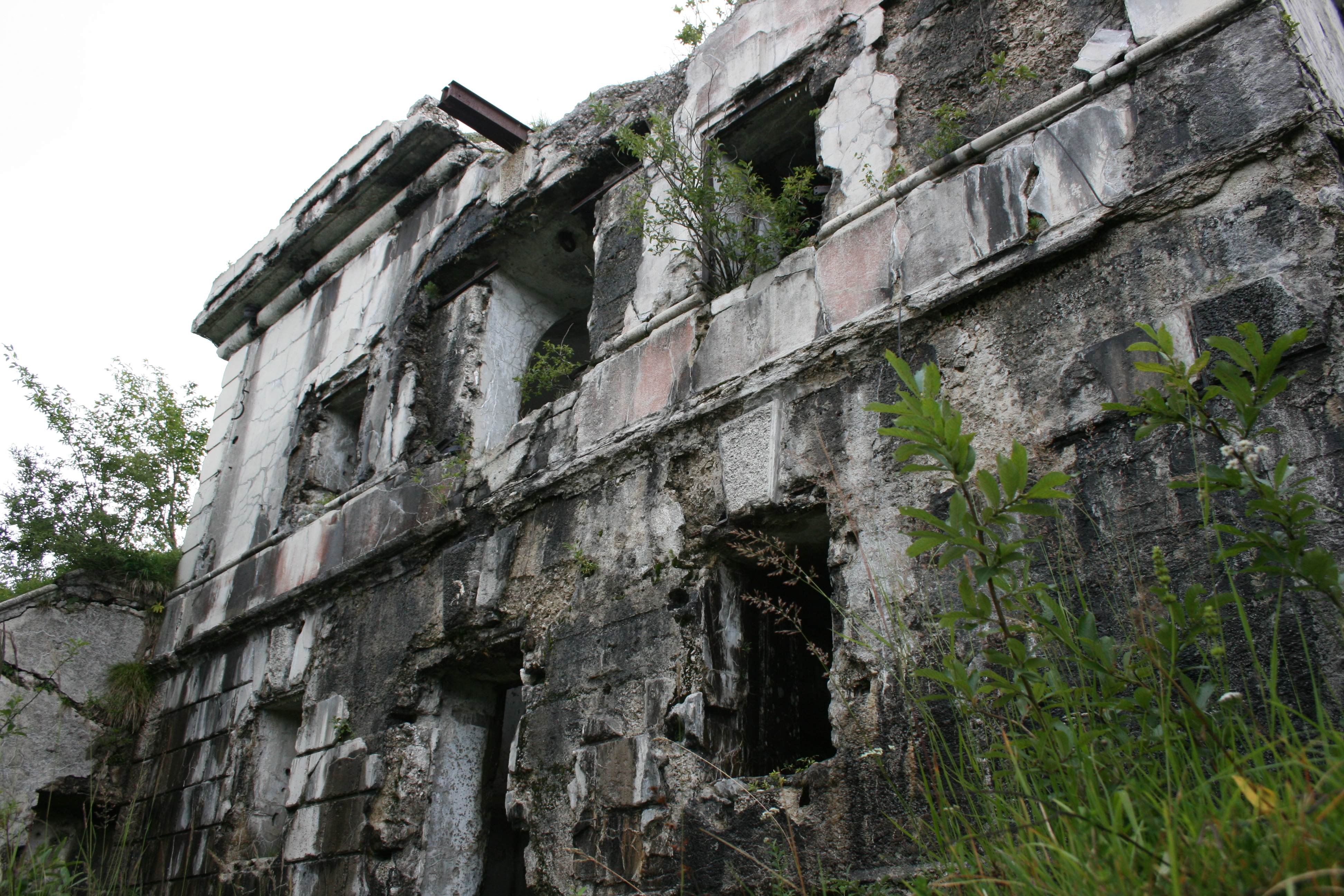
Forte di Cima Ora

Forte di Cima Ora is een ruïne van een fort in Italië dat uit de Eerste Wereldoorlog stamt. Het ligt op 1539 meter boven zeespiegel in de gemeente Anfo. Vanuit het fort, dat uitgerust was met meerdere kanonnen, kan het grootste gedeelte van het Idromeer worden zien.